# Xunmenglong
Xunmenglong („rychlý drak“) byl rod malého teropodního dinosaura z čeledi Compsognathidae, žijícího v období spodní křídy (geologický stupeň hoteriv, asi před 130,7 milionu let) na území dnešní severovýchodní Číny (provincie Che-pej). Je významným příspěvkem v pochopení diverzifikace a zeměpisného rozšíření kompsognatidů.

## Objev a popis
Formálně popsán byl v říjnu roku 2019 na základě objevu pánevních kostí a kostí zadní končetiny, původně objevených v asociaci s fosiliemi jiného druhu (tedy v podobě jakési chiméry). Materiál typového a jediného známého druhu Xunmenglong yinliangis byl objeven v sedimentech souvrství Chua-ťi-jing (spadajícího do geologické formace Yixian). S délkou kolem 50 cm a odhadovanou hmotností zhruba 200 gramů se jednalo o jednoho z nejmenších známých zástupců čeledi Compsognathidae, podstatně menšího, než byl například druh Sinocalliopteryx gigas.